# Scopula extimaria
Scopula extimaria är en fjärilsart som beskrevs av Walker 1861. Scopula extimaria ingår i släktet Scopula och familjen mätare. Inga underarter finns listade.